# Cratere Egede

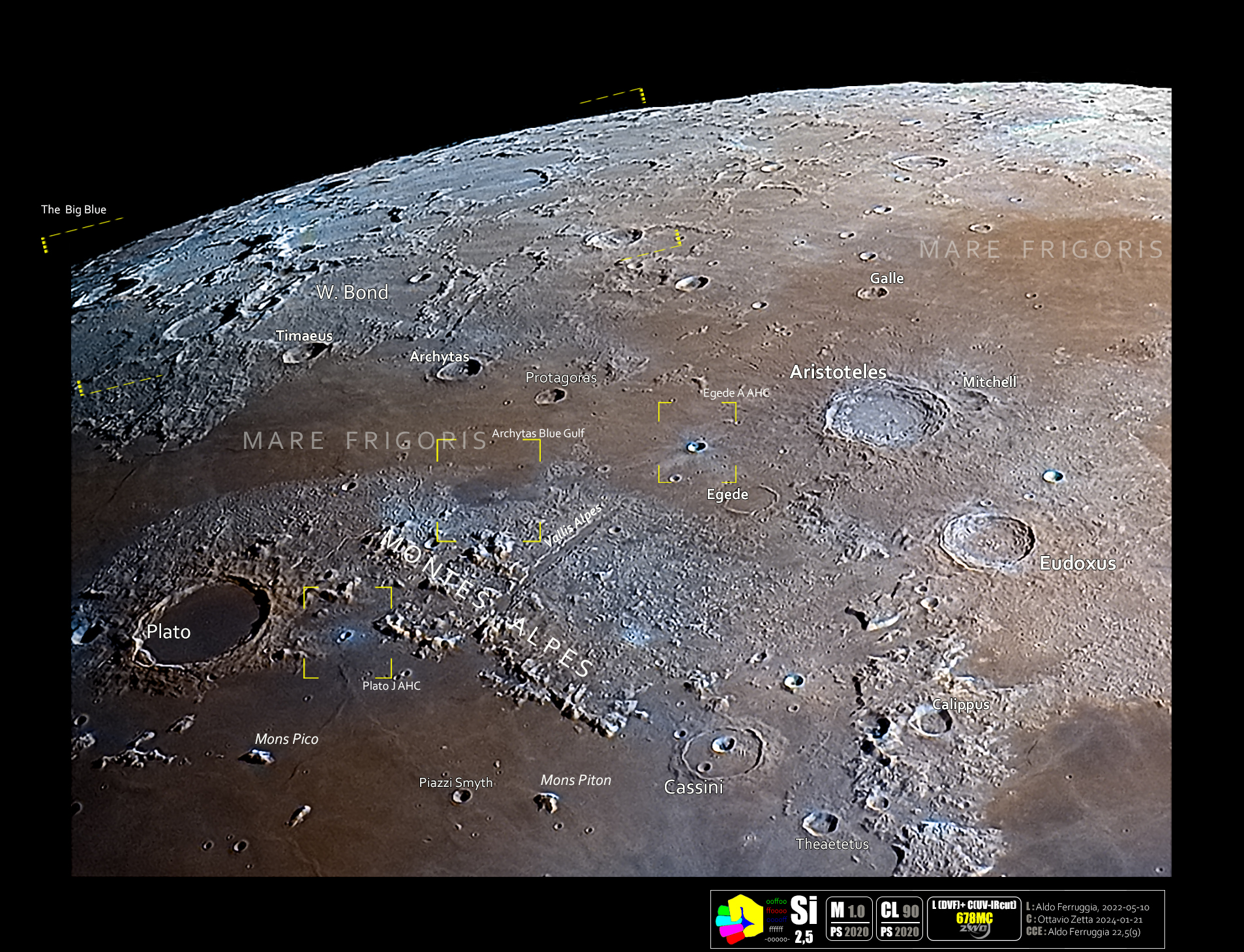
Immagine selenocromatica dell'area del cratere Egede; segnalati alcuni reperi selenocromatici

Egede è un cratere lunare di 34,18 km situato nella parte nord-orientale della faccia visibile della Luna, sul confine meridionale del Mare Frigoris, a ovest del cratere Aristoteles. A sudovest è presente un arco formato da basse montagne che si curva tra il bordo del cratere Aristotele e il cratere Eudoxus.
Il letto del cratere Egede è piatto, sommerso dalla lava e praticamente senza formazioni, tranne qualche piccolo cratere. Del bordo rimane una circonferenza approssimativamente poligonale che si erge poco sopra il mare lunare. Il bordo restante ha un'altezza massima di 0,4 km sopra la superficie.
Il cratere è dedicato al naturalista danese Hans Egede.

## Crateri correlati
Alcuni crateri minori situati in prossimità di Egede sono convenzionalmente identificati, sulle mappe lunari, attraverso una lettera associata al nome.
| Egede | Coordinate            | Diametro (in km) |
| ----- | --------------------- | ---------------- |
| A     | 51°34′12″N 10°30′00″E | 12,27            |
| B     | 50°35′24″N 8°55′12″E  | 7,27             |
| C     | 50°11′24″N 13°00′00″E | 5,79             |
| E     | 49°44′24″N 10°25′48″E | 3,62             |
| F     | 52°01′12″N 12°31′48″E | 4,31             |
| G     | 52°00′00″N 6°56′24″E  | 7,34             |
| M     | 49°46′48″N 12°12′36″E | 4,06             |
| N     | 49°45′36″N 11°06′00″E | 3,48             |
| P     | 47°47′24″N 10°28′48″E | 3,58             |